# Sa Pa
Sa Pa wymowaⓘ – miasto w północnym Wietnamie, w prowincji Lào Cai, w regionie Północny Zachód. Kurort z chłodniejszym klimatem założony przez Francuzów w czasach kolonialnych.
Miasto leży na wysokości ok. 1600 m n.p.m., na wzgórzach oddzielonych głęboką doliną od masywu Phan Xi Păng (3143 m n.p.m.), zwanego "Dachem Indochin". Obecnie miejsce to jest bardzo popularne ze względu na piękno otaczających gór, oraz zdarzające się czasami opady śniegu.
Okolice Sa Pa zamieszkują mniejszości etniczne Hmong, Dao i Tày, dla których miasto stało się lokalnym ośrodkiem handlu. Od powstania kurortu rośnie liczba napływowej ludności wietnamskiej - Kinh. Od początku XXI w. napływ ten zwiększył się znacznie w związku z burzliwym rozwojem turystyki. Szacowana w rejonie na 15% wietnamska większość mieszka w Sa Pa, natomiast mniejszości etniczne zamieszkują okoliczne wioski. Powstająca infrastruktura turystyczna zmieniła całkowicie gospodarczy charakter rejonu. 
Rolnicza dotychczas ludność przestawiła się na produkcję wyrobów rękodzielniczych i usługi turystyczne.